# Kontinenz (Tanz)
Unter Kontinenz, auch Continenz (italienisch: continenza, französisch: contenance) versteht man ein Tanzfragment, insbesondere bei höfischen Tänzen der Renaissance. Gemeint ist das Stillhalten im Tanzen. Dabei nehmen beide Tanzpartner eine graziöse Haltung ein, indem sie bei gerade gehaltenem Kopf die Flanke dehnen und herausstrecken und im Anschluss die gleiche Stellung zur anderen Seite ausführen.
Der Kontinenz voraus ging beim Gesellschaftstanz für gewöhnlich die Reverenz welche eine stilisierte Verbeugung darstellt, während die darauffolgende stilisierte Ruhe mit dem Fachbegriff Continenz bezeichnet wurde.

## Beschreibung
Es gibt eine Continenza grave und eine Continenza minima, ausgeführt mit Fortsetzen eines Fußes und Heranziehen des anderen in einer Balance-artige Bewegung in der Ruhe, mit graziösem Heben und Senken.
Die Dauer der Kontinenz richtet sich nach der Art der vorausgehenden Reverenz und wird als grave und semigrave (in sechs oder drei Takten) oder als breve und semibreve (in vier oder zwei Takten) ausgeführt.
Die italienische Kontinenz (continenza), welche dem Tanz als Bindeglied zwischen Reverenz und erstem Tanzschritt vorausging, hieß in Frankreich Branle und wurde „aus der 1. Position heraus über dem Platz hin und her schwingend – mit leichter Seitneigung des Körpers ausgeführt“.
Melusine Wood charakterisiert den Unterschied zwischen dem französischen und dem italienischen Stil folgendermaßen: Der französische hat eine abwärts gerichtete und der italienische eine aufwärts gerichtete Betonung. Nach Thoinot Arbeau wird die Schwingbewegung des Branle viermal, nach links – rechts – links – rechts ausgeführt. Sie kann jedoch mit nur einmaligem Wechsel links – rechts wie die Kontinenz ausgeführt werden in doppelt langsamen Tempo und wird hierdurch zur Continenza grave.